# Renée O’Connor
Renée O’Connor (ur. 15 lutego 1971 w Katy) – amerykańska aktorka, obecnie mieszkająca w Nowej Zelandii. Debiutowała w 1989 w serialu telewizyjnym Opowieści z krypty. Wcześniej pracowała jako kelnerka i instruktorka aerobiku. Występowała w roli Gabrieli z serialu Xena: Wojownicza księżniczka

## Filmografia
- 2011: Fitful jako Paula
- 2011: Infinity jako Elizabeth
- 2010: Moby Dick jako dr Michelle Herman
- 2010: Words Unspoken jako Sue
- 2009: Bitch Slap jako siostra Batrill
- 2008: Arka potworów jako Ava
- 2005: Kosmiczna apokalipsa jako Kelly
- 2001: Xena: Wojownicza Księżniczka: Koniec legendy jako Gabrielle
- 1995: Z biegiem rzeki jako Bettie Draper
- 1995: Prywatny detektyw Jim Rockford: Fałszywe błogosławieństwo jako Laura Sue Dean
- 1994: Człowiek ciemności II: Durant powraca  jako Laurie Brinkman
- 1994: Herkules i zaginione królestwo jako Deianeira
- 1993: Powódź - Na ratunek dzieciom  jako Leslie
- 1993: Przygody Hucka Finna  jako Julia Wilks
- 1991: Koleje losu  jako Jessica Adams
- 1991: Zimny jak głaz jako Tinselteeth
- 1989: Nocne gry  jako Lorraine Beasley
- 1989: Match Point jako Robin
- 1989: Czarny śnieg jako Jennifer Winslow

## Seriale telewizyjne
- 1995–2001: Xena: wojownicza księżniczka jako Gabrielle
- 1995: Xena i Hercules: Prometeusz, Dzień sądu jako Gabrielle
- 1995–1999: Herkules jako Gabrielle/Kat
- 1993–2005: Nowojorscy gliniarze jako Rebecca Sloane
- 1991–1993: FBI: The Untold Stories jako oficer Renee Lanot
- 1989: Teen Angel jako Nancy Nichols

## Życie prywatne
Z małżeństwa ze Steve’em Muirem ma syna Milesa Williama Muira (ur. 22 września 2001). Ma też córkę Iris Surę O’Connor (ur. 19 marca 2006), której ojcem jest Jed Sura.